# Люляци
Люляци е село в Сърбия, Шумадийски окръг, община Книч.
Според преброяването от 2002 г. има 338 души.